# Hypogastrura breviempodialis
Hypogastrura breviempodialis är en urinsektsart som först beskrevs av Stach 1949.  Hypogastrura breviempodialis ingår i släktet Hypogastrura och familjen Hypogastruridae. Inga underarter finns listade i Catalogue of Life.